# インデアンカレー (大阪市)
インデアンカレーは株式会社インデアンが運営する日本のカレーライス店のフランチャイズチェーンである。大阪府大阪市キタを中心に兵庫県、東京都に10店舗を展開する（2022年時点）。「大阪カレー」の代表格とも評される。
インデアンカレーと呼ばれるチェーン店はダイヤコーサン株式会社（石川県金沢市）、株式会社藤森商会（北海道帯広市）にもあるが、1947年に大阪で1号店を出店した本チェーン店が最も古い。
1947年に大阪府大阪市で開業。創業時からカレーの辛さには定評があり「口の中が火事になる」と評され、人気を博す。
2005年には東京ビルTOKIA地下1階に丸の内店を出店し、関東初出店となった。
『水野真紀の魔法のレストラン：20周年記念2時間SP』（毎日放送、2021年11月3日放映）では「食のプロ100人が選ぶ！関西ど定番グルメ NO1決定戦」の企画において、淀屋橋店が第2位に選ばれている。

## 主なメニュー
全ての店舗で、以下のメニュー全てを提供しているわけではない。
- インデアンカレー
- インデアンスパゲッティ
- ハヤシライス
- ピラフ
- ミートスパゲッティ